# Ломографія

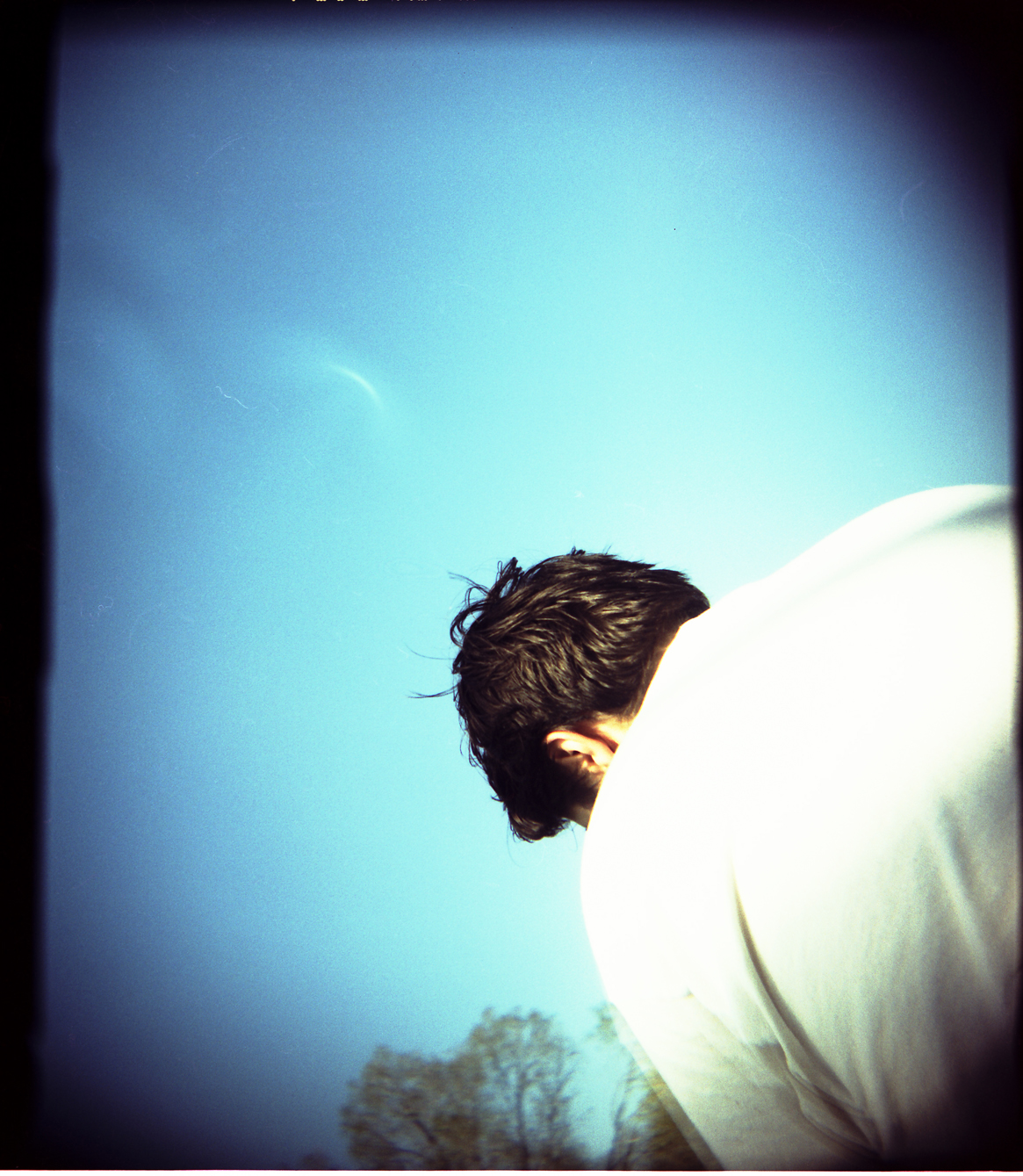
Приклад ломографічного фото

Ломогра́фія — вид плівкової фотографії, при якому художню цінність має не кожен окремий кадр, а їхня загальна кількість, на яких зображається життя в його найрізноманітніших проявах. При ломографії допускаються вади, такі, як розмиття, відблиски, дисторсія, нестійке розташування камери, що підкреслюють невимушеність, правдивість знімків.
Також це зареєстрована торгова марка австрійської компанії Lomographische AG, отримана за ліцензією від виробничого об'єднання ЛОМО (Ленінград, СРСР). Один з перших компактних автоматичних фотоапаратів цього об'єднання, «ЛОМО Компакт-Автомат» (LCA), зацікавив австрійських бізнесменів, які довели фотографування ним до рівня міжнародних салонів та створення особливого стилю.

## Техніка зйомки
Ломографія виконується на фотоплівці порівняно дешевими, нескладними фотоапаратами, що іноді називаються «іграшковими». Передусім це так звані ломо-камери австрійської марки Lomo, конструкція яких не лише не уникає дефектів, як-от погане вирівнювання лінз, а підносить їх як особливість, що робить кожен апарат унікальним. Більшість таких камер навіть не мають видошукачів, тож фотограф може тільки приблизно націлювати об'єктив на предмет зйомки. Вітаються різні маніпуляції з фотоплівкою, щоб досягти творчих ефектів. Наприклад, подвійна експозиція, проявлення за допомогою нестандартних хімікатів.

## Історія ломографії

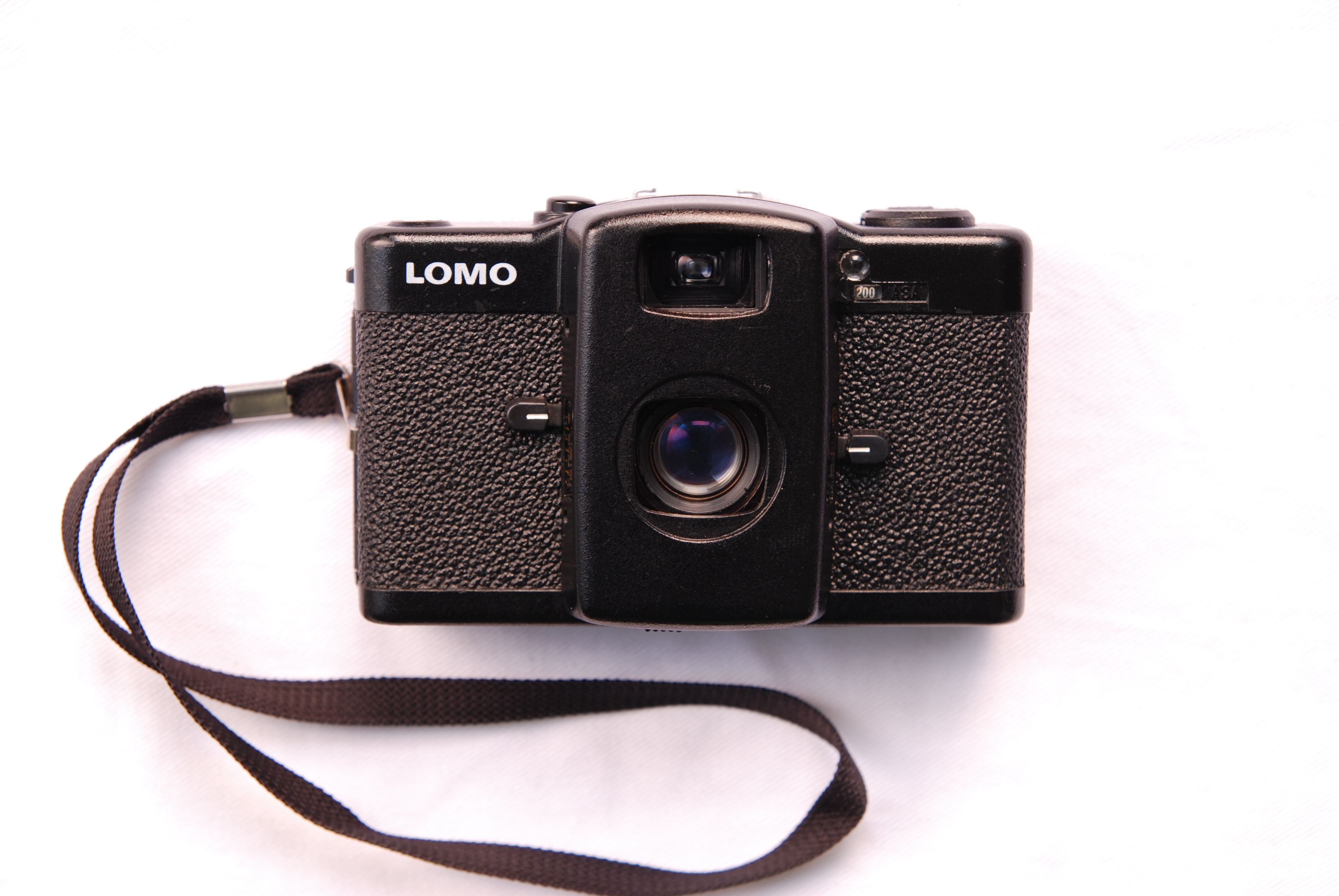
Одна з культових для ломографії камер — «Lomo LC-A»

Передумовою появи ломографії стало рішення Ігоря Корніцького (першого заступника міністра оборонної промисловості СРСР) та Михайла Панфілова (директора виробничого об'єднання ЛОМО) в 1982 році створити фотоапарат за зразком японського Cosina CX-1. Проєкт передали на виконання заводу ЛОМО у Санкт-Петербурзі. Результатом став фотоапарат «ЛОМО Компакт-Автомат» (міжнародне позначення «LOMO LC-A»), над яким працювало 1200 людей. В 1984 році завод почав його масове виробництво. Після продажу перших 1100 одиниць упродовж місяця в СРСР, популярність камери незабаром поширилася на країни соціалістичного блоку.
У 1991 році група молодих віденських студентів, з-поміж них Саллі Бібаві і Маттіас Фігл, натрапила на «LOMO LC-A» в магазині фотоапаратів і почала знімати від стегна. Повернувшись до Відня, вони проявили свої плівки, і знімки виявилися з цікавими ефектами: насиченими, контрастними та затемненими на краях. Інтерес до радянського фотоапарата стрімко зростав, і вже незадовго після розпаду СРСР «LOMO LC-A» став надходити контрабандою за кордон.

Бібаві та Фігл характеризували фото, зняті на «LOMO LC-A» як «демократичні», адже їх могли робити практично всі, а тому дотримуватися правил фотографування стало необов'язково. У 1992 році фотографами було прийнято рішення заснувати Міжнародне ломографічне товариство (LSI). Протягом літа були написані «10 золотих правил ломографії», які пізніше опубліковані в газеті «Wiener Zeitung» разом із «Маніфестом ломографії» 5 листопада. Невдовзі після цього Віденська міська рада надала LSI порожній будинок. Саме тут відбулася перша виставка ломографії. На виставці було продано 700 «LOMO LC-A», і народився один з найвизначніших творів ломографії — «ломо-стіна», складена з численних фотографій, згрупованих згідно кольору.

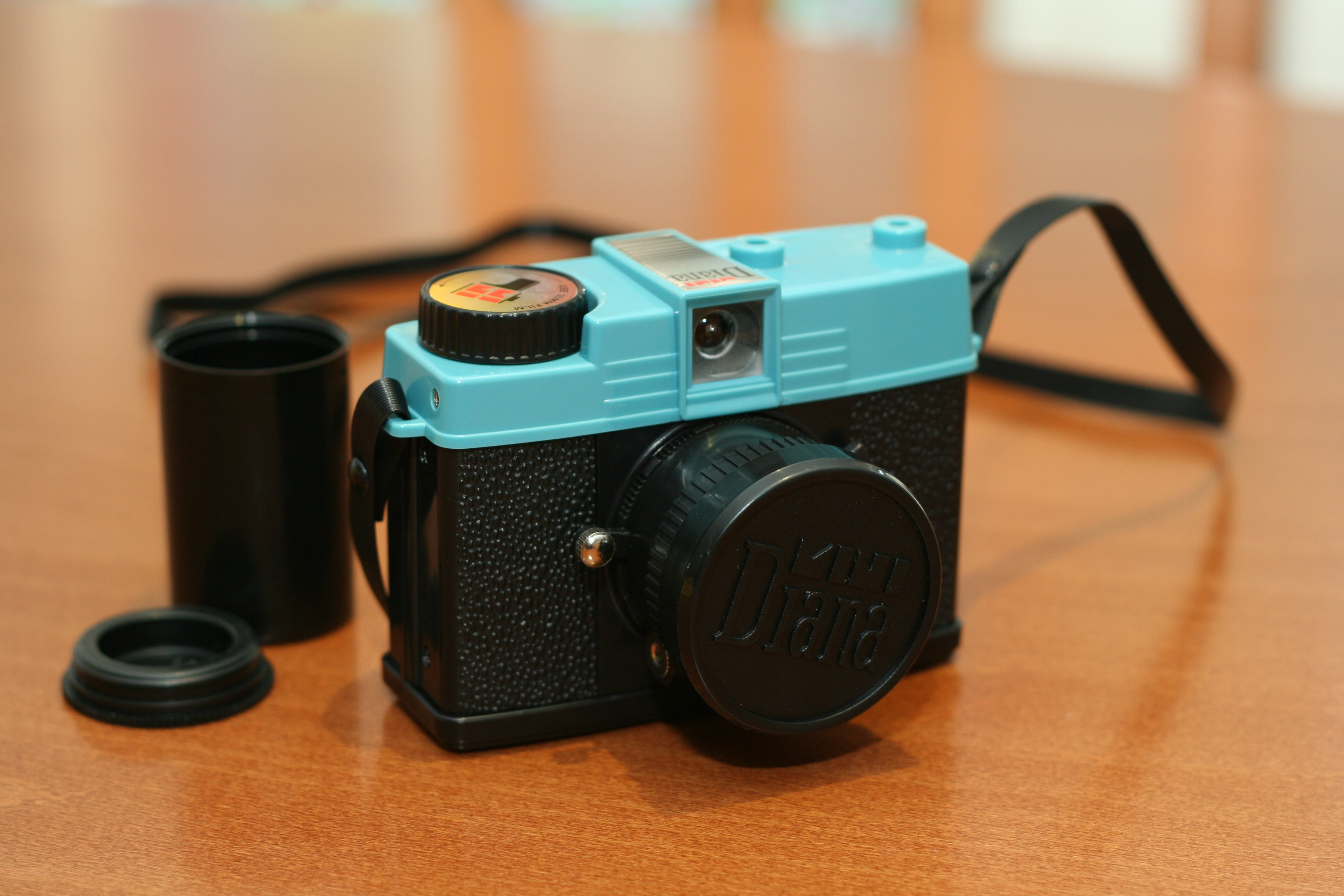
Популярна ломографічна камера «Diana Mini» — 35 mm версія культової камери «Diana»

Проникнення ломографії до інтернету відбулося в 1994 році, коли було запущено сайт lomo.com. Того ж року в Нью-Йорку та Москві одночасно відбулася визначна виставка ломографії. Незабаром у Берліні було створено перше «ломографічне посольство».
Оскільки популярність «LOMO LC-A» продовжувала зростати, а російські виробники припинили його виробництво, LSI в 1996 звернулися до заводу ЛОМО та тодішнього першого заступника голови уряду Санкт-Петербурга Володимира Путіна продовжити виробництво фотоапарата. Іноземцям вдалося домогтися продовження виробництва «LOMO LC-A». 

Перезапустивши в 1997 lomo.com як lomography.com, ломографічне товариство розпочало взаємодію зі спільнотою, пропонуючи товари, спеціальні проєкти, заходи та послуги, а також онлайновий архів ломо-фотографій. У Мадриді того ж року відбувся перший Всесвітній ломографічний конгрес, на якому в «ломо-стіну» було зібрано 35 тис. аналогових фотографій.

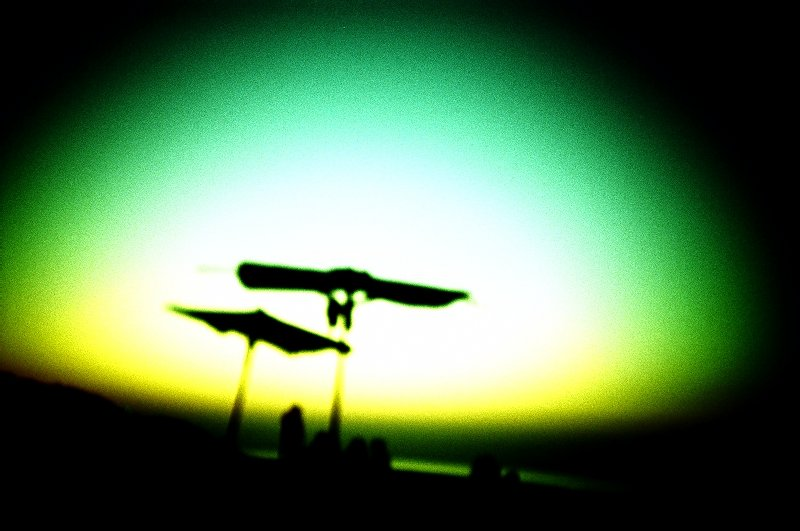
Приклад фото, зробленого за допомогою камери «Lomo LC-A»

Зусиллями LSI 1998 року було вийшов у серійне виробництво спеціальний фотоапарат: 4-лінзовий «Actionsampler» у пластиковому корпусі, що робив 4 послідовні зображення на одній 35-міліметровій плівці. Надалі спільнота ломографів розширювала діяльність по світу, влаштовуючи спільні заходи.
У 2005 році стартували продажі компактної фотокамери «Fisheye». Даючи майже 180-градусне кругове спотворення на 35-мм фотографії, «Fisheye» запропонувала найпростіший і найзручніший для свого часу спосіб робити фото з ефектом «риб'ячого ока». А в 2006 році спілка представила «LOMO LC-A+», що пропонував ті ж привабливі якості, що й оригінальний «LOMO LC-A» — різкий контраст, глибоку насиченість та віньєтування, але також перемикач багаторазової експозиції та можливість використання аксесуарів. У 2007 році надійшла в продаж камера Diana+. Незважаючи на те, що «Diana+» виглядає як репліка класичної середньоформатної камери Diana 1960-х років, «Diana+» отримала розширені функції. Наступним етапом розширення набору ломо-камер став випуск у 2008 «Lubitel+» — розширеної версії радянського фотоапарата «Любитель» з подвійним об'єктивом і можливістю перемикання між плівками 120 і 35 мм і напрямними діафрагмами/затворами. В 2009 вийшла нова версія «Diana+» — «Diana Mini». З виходом «Spinner 360°» ломографічне товариство постановило, що попри поширення цифрової фотографії, воно й надалі користуватиметься плівками. Його зусиллями було відновлено виробництво плівок типу 110: Orca B&W 110 і Tiger CN 110. Розпочалося виробництво LomoChrome Purple Film — за допомогою цієї плівки можна перетворити зелені тони в яскраво-фіолетові, подібно до плівки Kodak Aerochrome. Товариство заснувало виробництво власних лінз та інших аксесуарів.
Пік популярності ломографії припав на 2011 рік.

## «10 золотих правил ломографії»

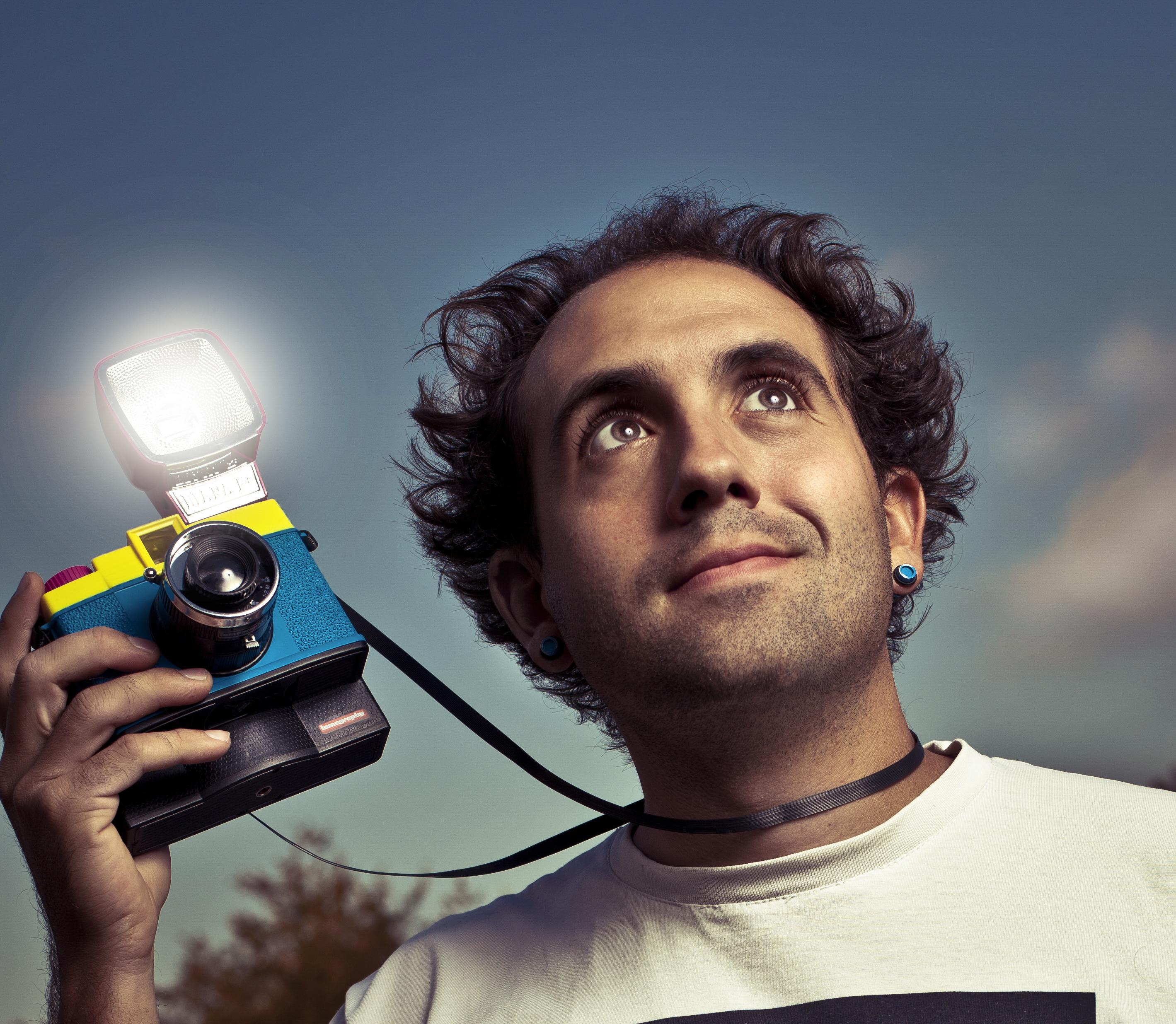
Французький фотограф Філіп Ешаро з ломо-камерою

Проголошені Міжнародним ломографічним товариством у 1992 році «золоті правила ломографії» визначають цей тип фотографування як і вид зйомки, так і своєрідний стиль мислення:
1. Носи свій фотоапарат скрізь.
2. Використовуй його в будь-який час — вдень і вночі.
3. Ломографія — це не втручання в твоє життя, це частина його.
4. Наближайся до об'єктів твого ломографічного бажання так близько, як тільки це можливо.
5. Не думай.
6. Дій швидко.
7. Тобі не потрібно знати заздалегідь, що знято у тебе на плівці.
8. Тобі не потрібно знати це і потім.
9. Знімай «від стегна».
10. Забудь про правила.

## Галерея

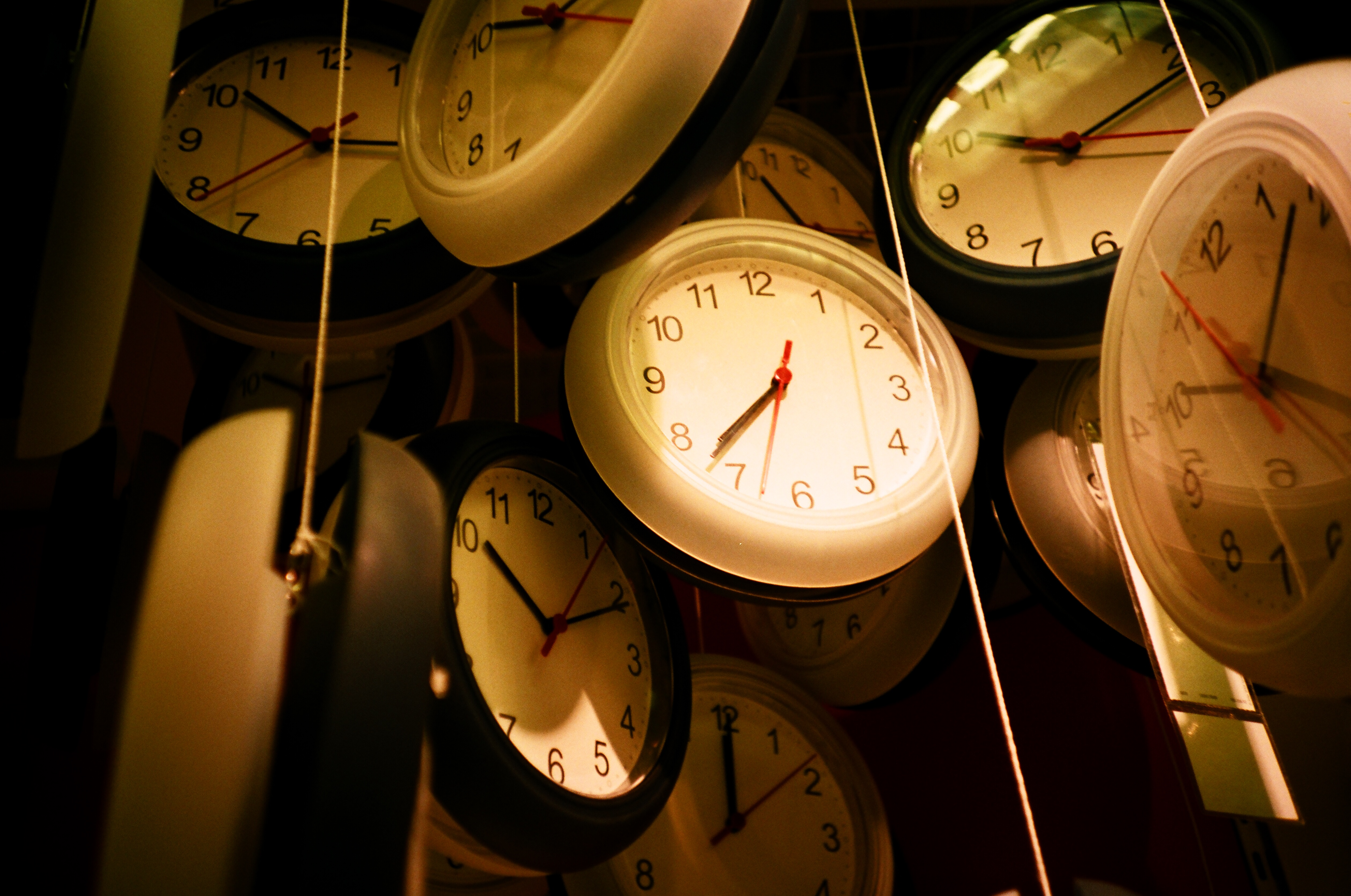
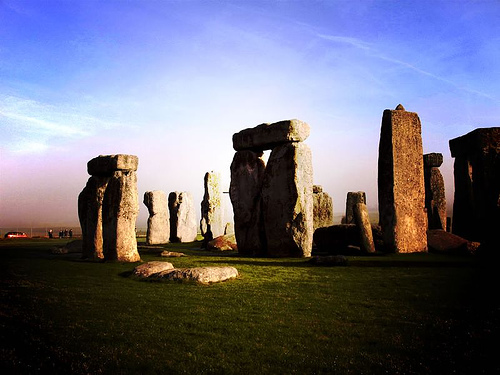
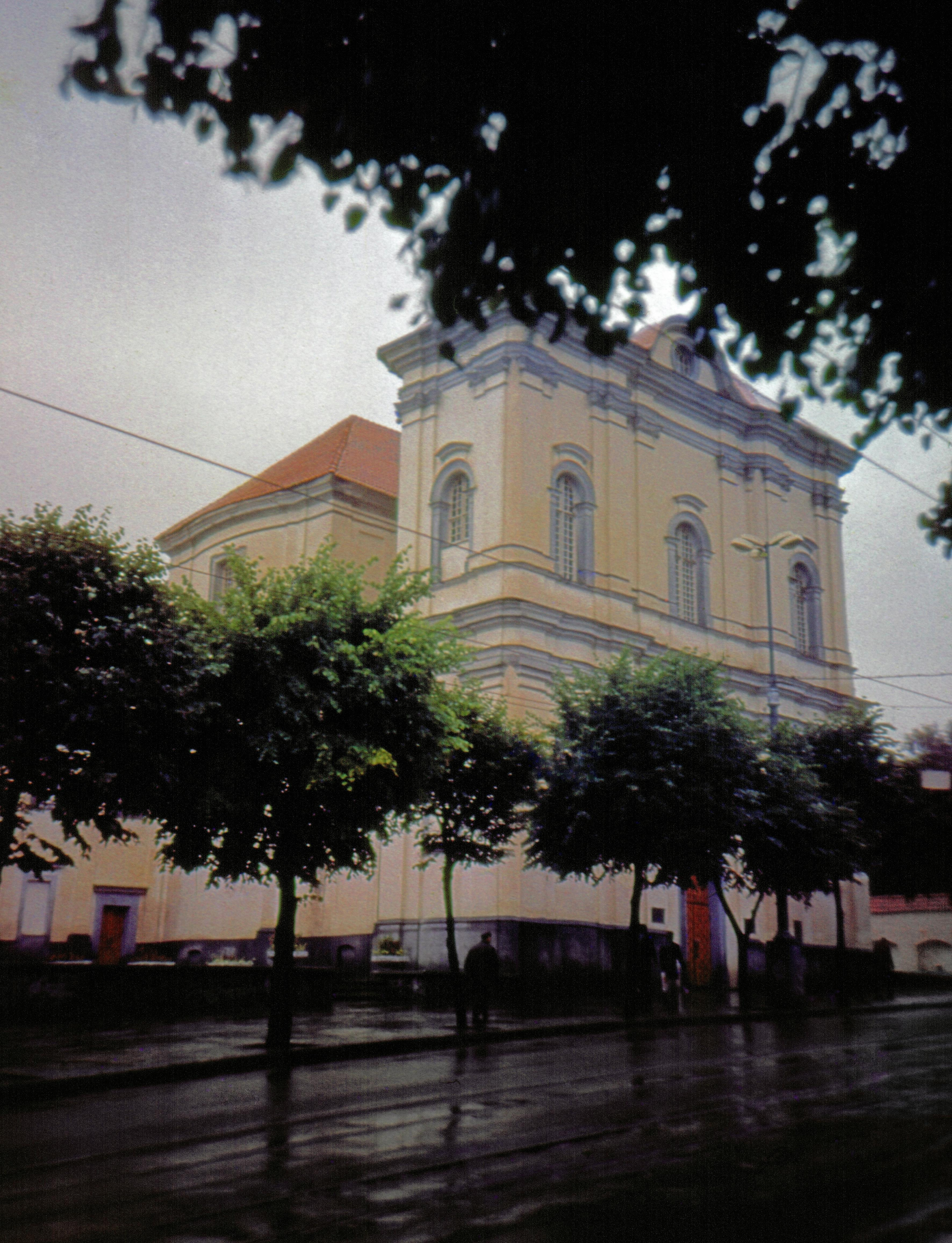
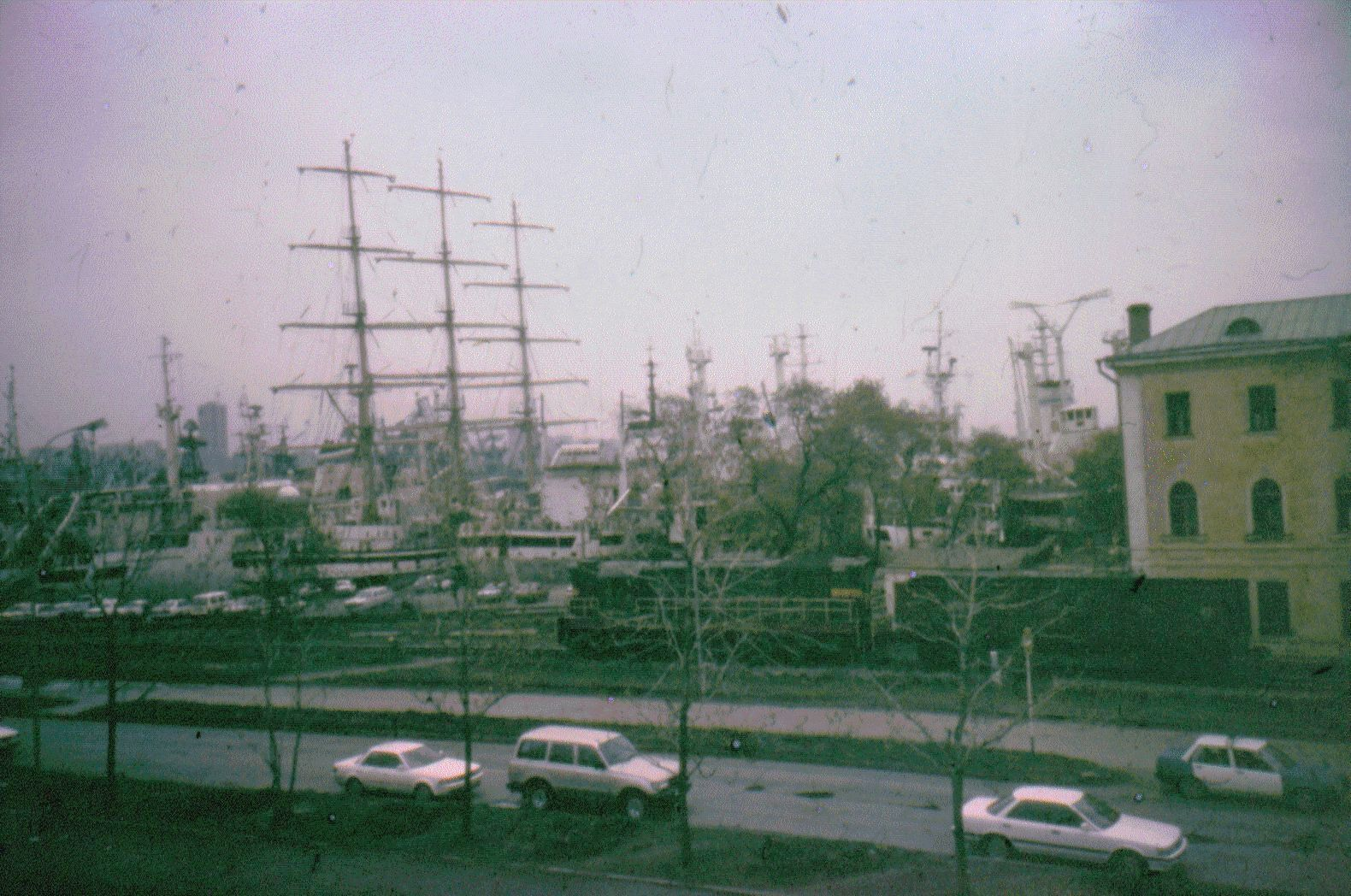
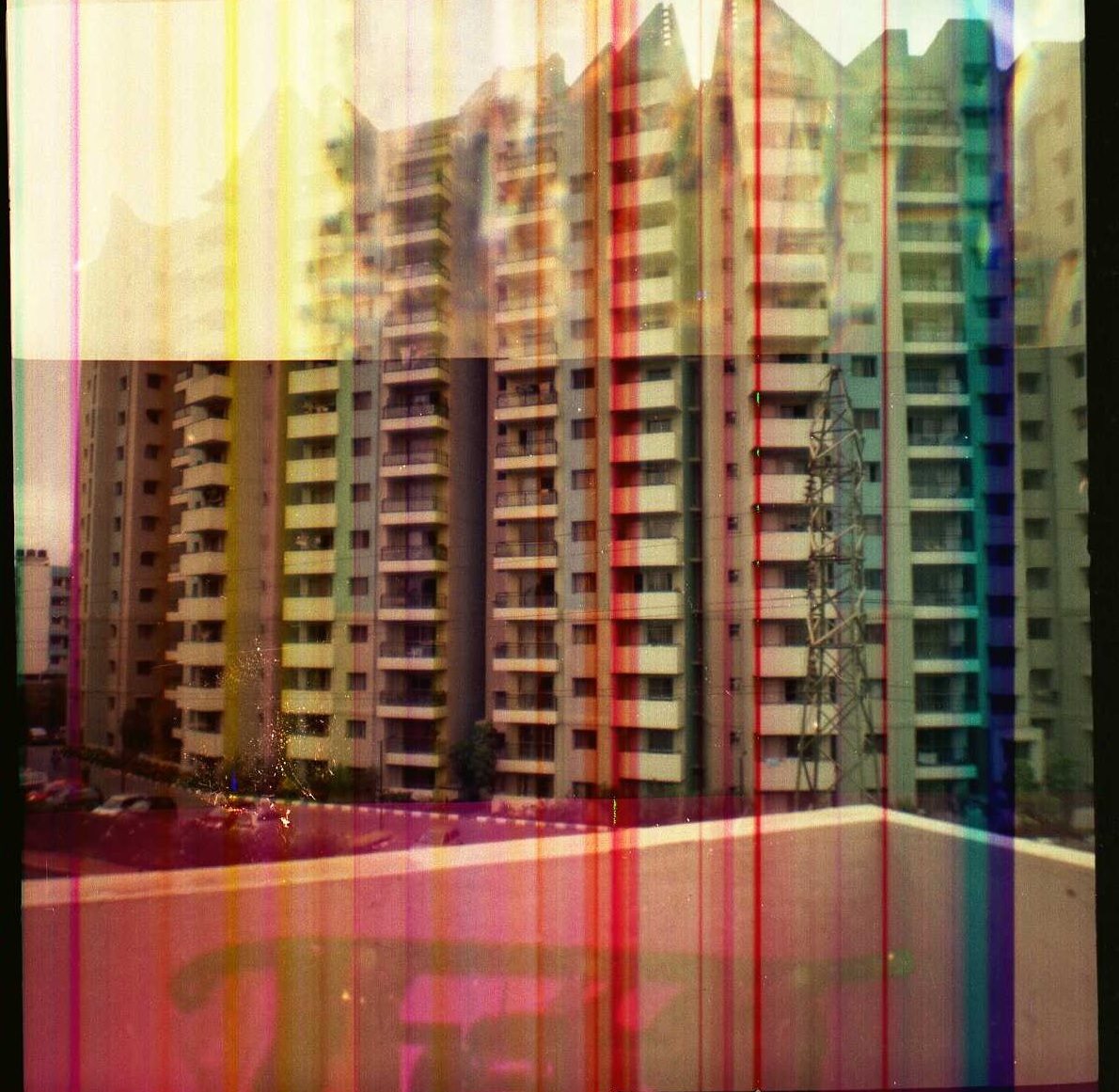
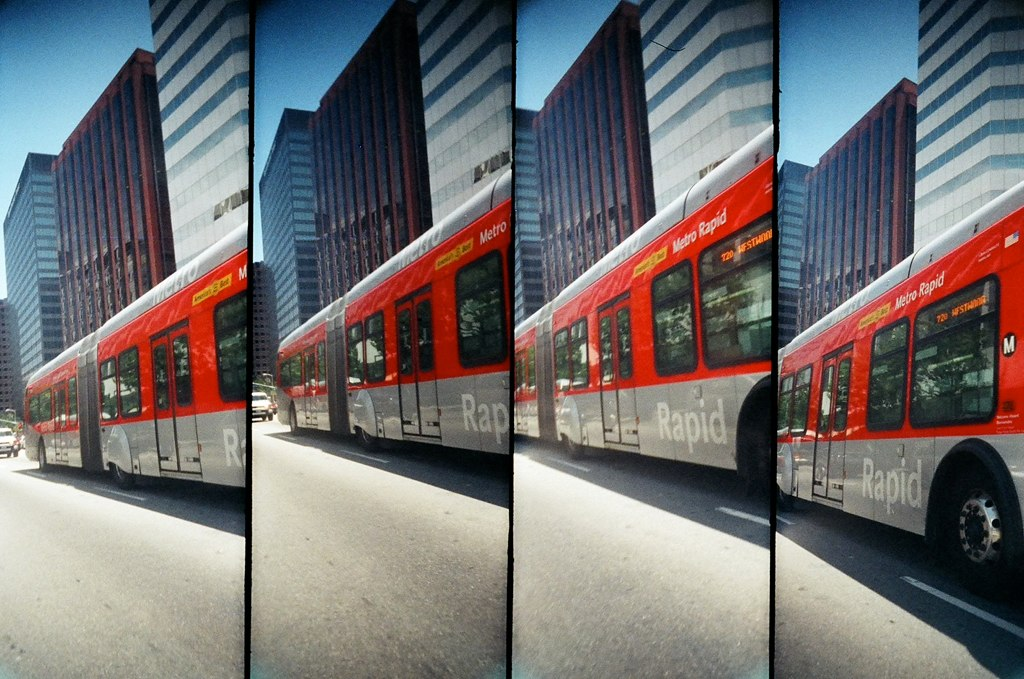
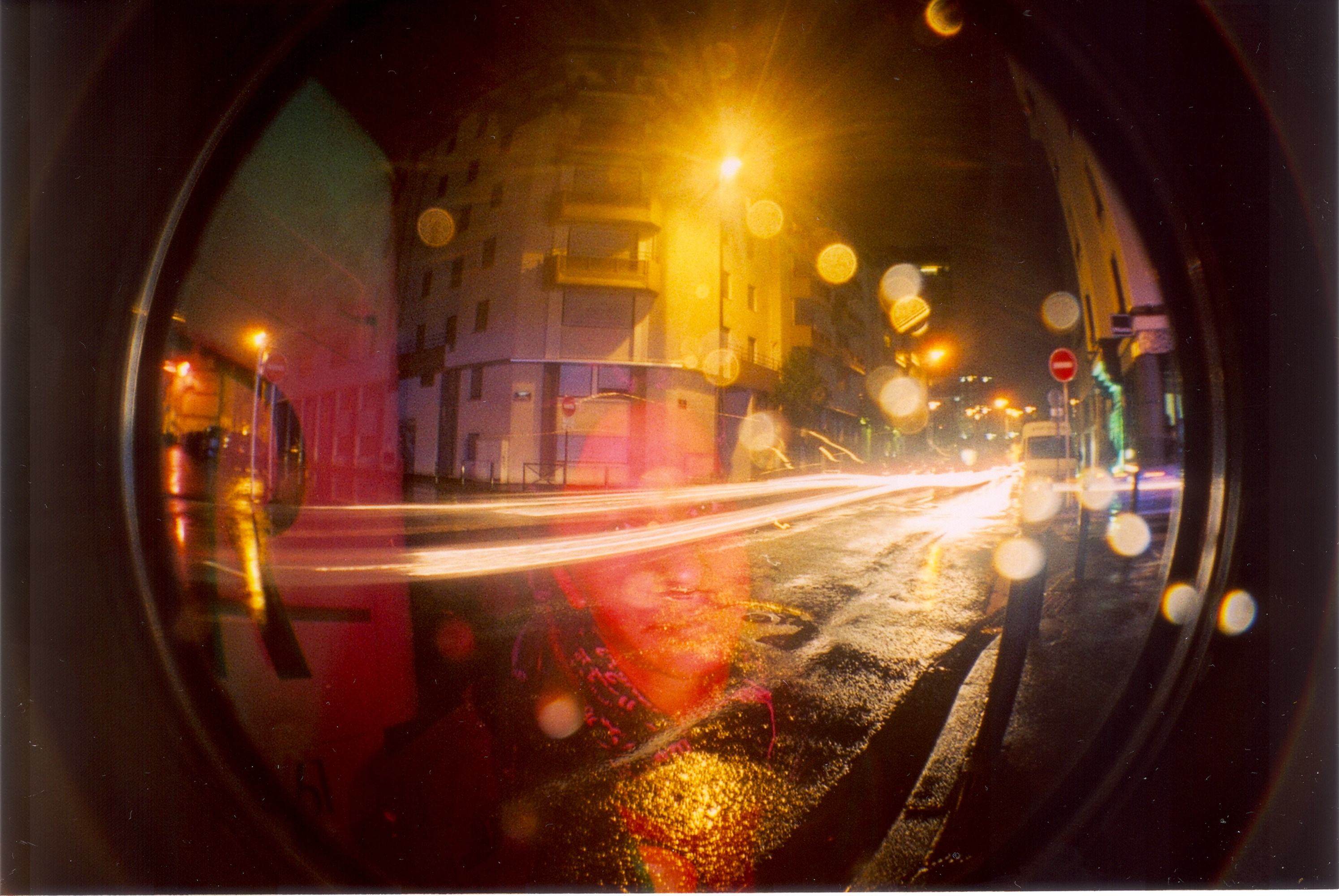
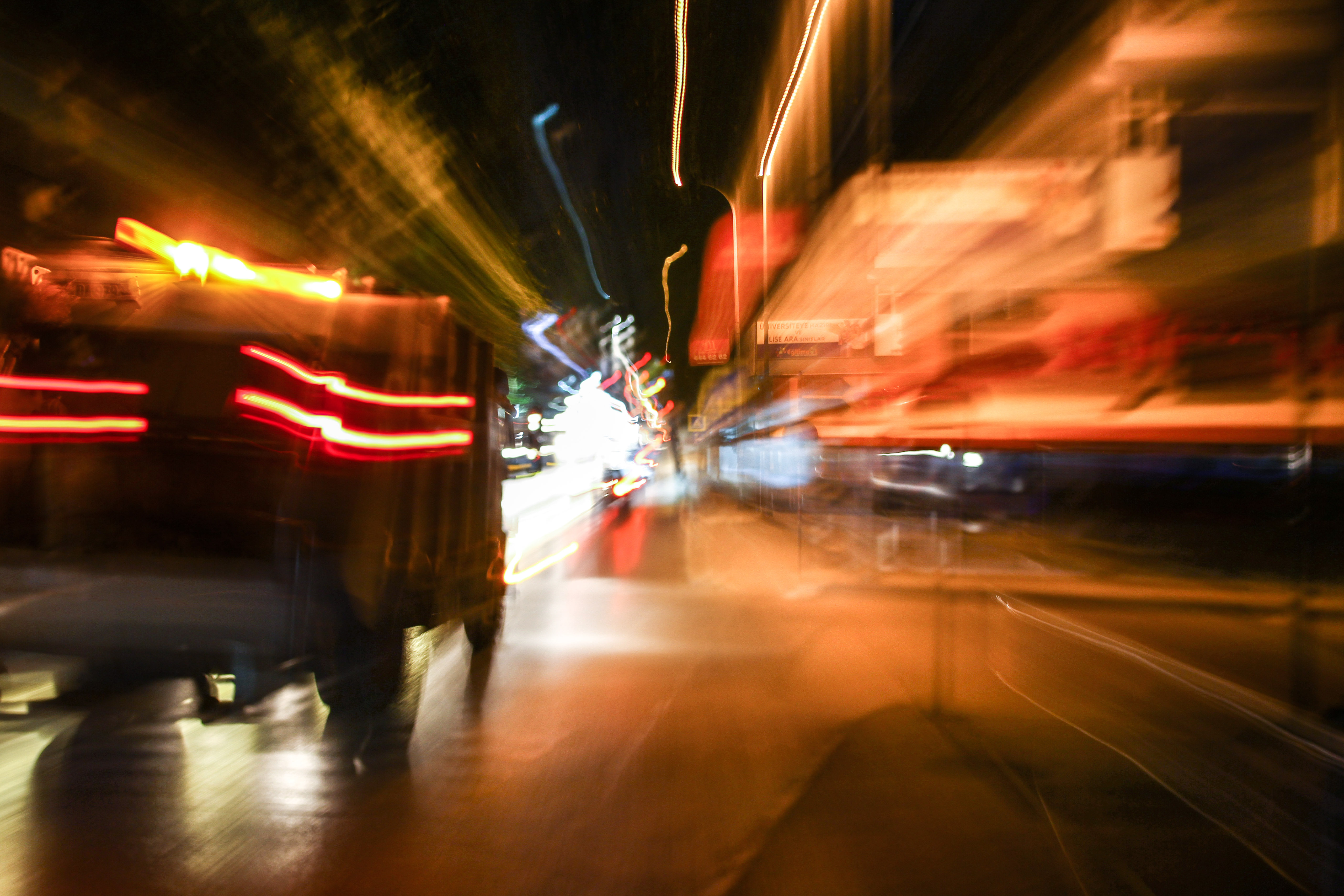